# Wings Over the World tour
Wings Over the World tour – jedyna ogólnoświatowa trasa koncertowa zespołu Wings, która odbyła się na przełomie 1975 i 1976 r. W 1975 r. obejmowała 13 koncertów w Europie i 9 w Australii. W 1976 r. zespół dał 9 koncertów w Europie i 31 w Ameryce Północnej.

## Program koncertów

### Koncerty w 1975
1. "Venus and Mars"
2. "Rock Show"
3. "Jet"
4. "Let Me Roll It"
5. "Spirits of Ancient Egypt"
6. "Little Woman Love"
7. "C Moon"
8. "Maybe I'm Amazed"
9. "Lady Madonna"
10. "The Long and Winding Road" (oryginał The Beatles)
11. "Medicine Jar"
12. "Picasso's Last Word (Drink To Me)"
13. "Richard Corry"
14. "Bluebird"
15. "I've Just Seen a Face"
16. "Blackbird"
17. "Yesterday" (oryginał The Beatles)
18. "You Gave Me The Answer"
19. "Magneto and Titanium Man"
20. "Go Now"
21. "Letting Go"
22. "Live and Let Die"
23. "Call Me Back Again"
24. "My Love"
25. "Listen to What the Man Said"
26. "Junior's Farm"
27. "Band on the Run"
28. "Hi, Hi, Hi"

### Koncerty w 1976
1. "Venus and Mars"/"Rock Show"
2. "Jet"
3. "Let Me Roll It"
4. "Spirits of Ancient Egypt"
5. "Medicine Jar"
6. "Maybe I'm Amazed"
7. "Call Me Back Again"
8. "Lady Madonna"
9. "The Long and Winding Road"
10. "Live and Let Die"
11. "Picasso's Last Words (Drink to Me)"
12. "Richard Corry"
13. "Bluebird"
14. "I've Just Seen a Face"
15. "Blackbird"
16. "Yesterday"
17. "You Gave Me the Answer"
18. "Magneto and Titanium Man"
19. "Go Now"
20. "My Love"
21. "Listen to What the Man Said"
22. "Let' Em In"
23. "Time to Hide"
24. "Silly Love Songs"
25. "Beware My Love"
26. "Letting Go"
27. "Band on the Run"
28. "Hi, Hi, Hi"
29. "Soily"

## Lista koncertów

### Koncerty w 1975

#### Europa
- 9 września – Southampton, Anglia – Gaumont
- 10 września – Bristol, Anglia – Hippodrome
- 11 września – Cardiff, Walia – Capitol Theatre
- 12 września – Manchester, Anglia – Free Trade Hall
- 13 września – Birmingham, Anglia – Hippodrome
- 15 września – Liverpool, Anglia – Empire Theatre
- 16 września – Newcastle, Anglia – Newcastle upon Tyne
- 17 i 18 września – Londyn, Anglia – Hammersmith Odeon
- 20 września – Edynburg, Szkocja – Usher Hall
- 21 września – Glasgow, Szkocja – Apollo Centre
- 22 września – Aberdeen, Szkocja - Capitol Theatre
- 23 września – Dundee, Szkocja – Caird Hall

#### Australia
- 1 listopada – Perth, Perth Entertainment Centre
- 4 i 5 listopada – Adelaide, Apollo Stadium
- 7 i 8 listopada – Sydney, Hordern Pavillion
- 10 i 11 listopada – Brisbane, Festival Hall
- 13 i 14 listopada – Melbourne, Sidney Myer Music Bowl

### Koncerty w 1976

#### Europa - część 1
- 20 i 21 marca – Kopenhaga, Dania – Folketeatret
- 23 marca – Berlin, Niemcy Zachodnie – Deutschlandhalle
- 25 marca – Rotterdam, Holandia – Ahoy Rotterdam
- 26 marca – Paryż, Francja – Pavillion de Paris

#### Ameryka Północna
- 3 maja – Fort Worth, Teksas, USA – Tarrant County Convention Hall
- 4 maja – Houston, Teksas, USA – The Summit
- 7 i 8 maja – Detroit, Michigan, USA – Olympia
- 9 maja – Toronto, Ontario, Kanada – Maple Leaf Gardens
- 10 maja – Richfield, Ohio, USA – Richfield Coliseum
- 12 i 14 maja – Filadelfia, Pensylwania, USA – Spectrum
- 15 i 17 maja – Landover, Maryland, USA – Capital Centre
- 18 i 19 maja – Atlanta, Georgia, USA – Omni Coliseum
- 21 maja – Uniondale, Nowy Jork, USA – Nassau Coliseum
- 22 maja – Boston, Massachusetts, USA – Boston Garden
- 24 i 25 maja – New York City, Nowy Jork, USA – Madison Square Garden
- 27 maja – Cincinnati, Ohio, USA – Riverfront Coliseum
- 29 maja – Kansas City, Missouri, USA – Kemper Arena
- 31 maja, 1 i 2 czerwca – Chicago, Illinois, USA – Chicago Stadium
- 4 czerwca – Saint Paul, Minnesota, USA – Civic Center
- 7 czerwca – Denver, Kolorado, USA – McNichols Sports Arena
- 10 czerwca – Seattle, Waszyngton, USA – Kingdome
- 13 i 14 czerwca – Daly City, Kalifornia, USA – Cow Palace
- 16 czerwca – San Diego, Kalifornia, USA – Sports Arena
- 18 czerwca – Tucson, Arizona, USA – Convention Center
- 21, 22 i 23 czerwca – Inglewood, Kalifornia, USA – Kia Forum

#### Europa - część 2
- 19 września – Wiedeń, Austria – Wiener Stadthalle
- 21 września – Zagrzeb, Jugosławia – Dom Sportova
- 25 września – Wenecja, Włochy – Piazza San Marco
- 27 września – Monachium, Niemcy – Olympiahalle
- 19, 20 i 21 października – Londyn, Anglia – Empire Pool